# Fuji (municipiu)

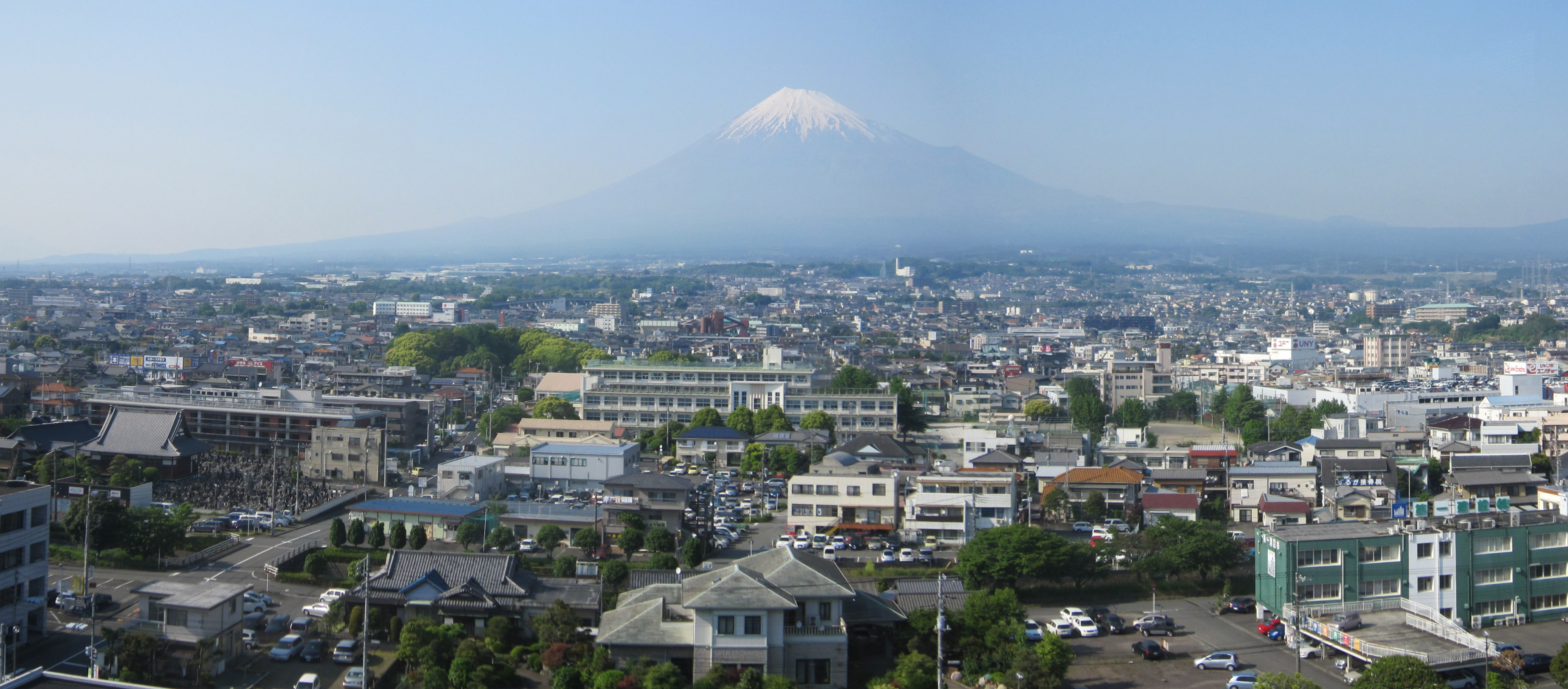
Muntele Fuji și orașul Fuji, priviți din clădirea primăriei

Fuji (富士市 Fuji-shi?) este un municipiu din Japonia, prefectura Shizuoka.

## Legături externe
Materiale media legate de municipiul Fuji la Wikimedia Commons